# 機敏
| ウィキペディアには「機敏」という見出しの百科事典記事はありません（タイトルに「機敏」を含むページの一覧/「機敏」で始まるページの一覧）。 代わりにウィクショナリーのページ「機敏」が役に立つかもしれません。 |